# Andrés Capilla
Andrés Capilla, auch Andreu Capella, (* um 1530 in Valencia, Spanien; † 22. September 1609 in Urgell) war ein spanischer Geistlicher.
Capilla trat 1545 in den Jesuitenorden ein. Er promovierte in Theologie in Alcalá de Henares und wurde Rektor des Collegium in Valencia. 1567 zog er sich in das Kloster Portaceli zurück. Jesuitengeneral Francesc de Borja berief ihn nach Rom. 1570 legte sie ihre Profess in der Kartause Cartoixa de Santa Maria d’Escaladei ab. Er war nacheinander Prior von Portaceli (1574), von Escaladei (1575 und 1584–1586), wo er eine Druckerpresse einführte, von El Paular (1576), des Kartäuserklosters von Neapel (1579) und des Kartäuserklosters von Mailand (1571–1586). Er war Apostolischer Visitator einer Benediktinerkongregation und der Regularkanoniker von Sant Augustí in Katalonien-Arago. Philipp II. von Kastilien schlug ihn als Bischof von Urgell vor. Er wurde am 29. Januar 1588 zum Bischof von Urgell ernannt. Er hatte Josep de Calassanç als Mitarbeiter. Er sorgte dafür, dass das Eindringen der Hugenotten in die Diözese eingedämmt wurde, und gründete ein Priesterseminar. Hierfür hielt er auch vier Synoden ein (1589, 1597, 1599 und 1601) Gemeinsam mit König Heinrich IV. war er Kofürst von Andorra.
Seine Arbeiten Libro de oración (1577) und Manual de Consideraciones y exercicios espirituales (1575) waren weit verbreitet und wurden ins Lateinische, Französische, Deutsche sowie Italienische übersetzt und mehrfach nachgedruckt. Er veröffentlichte in zwei Bänden (1593–1594) Predigten für Sonn- und Feiertage auf Katalanisch.